# Schatz Ridge
Schatz Ridge ist ein 1,5 km langer Gebirgskamm im westantarktischen Ellsworthland. In der Sentinel Range des Ellsworthgebirges ragt er 1,5 km nordwestlich des Knutzen Peak in der Taylor Ledge auf. Der Gebirgskamm erscheint als Nunatak mit zwei Gipfeln, von denen er östlichere 200 m über die ihn umgebenden Eismassen herausragt.
Das Advisory Committee on Antarctic Names benannte ihn 2006 nach Gerald S. Schatz, Herausgeber des Magazins der National Academy of Sciences, Autor zahlreicher Veröffentlichungen zur Umweltsituation in Antarktika und Berater im United States Antarctic Program. 